# 加賀二郎
加賀 二郎（かが じろう、1900年（明治33年）5月3日 - 1962年（昭和37年）4月24日）は、日本の実業家。松竹常務。歌舞伎座専務。衆議院議員加賀卯之吉の息子。陸上競技選手加賀一郎の弟。女優加賀まりこの伯父。テレビプロデューサー加賀義二の父。

## 来歴・人物
大阪府大阪市生まれ。加賀卯之吉の二男、あるいは庶子男。生母は大阪府人の山田ひさよ。1926年、明治大学商科を卒業。週刊ダイヤモンド記者となる。日活常務、大映監査役などを経て、松竹常務、監査役などを歴任。
趣味は運動、音楽。宗教は真宗。住所は東京世田谷区若林町、港区赤坂新坂町。

## 家族・親族
加賀家　
- 妻・千鶴子（1909年 - ?、東京、松本文子の二女[1][5]、あるいは平塚已治の二女[4]）
- 娘[5]
- 息子・義二（1940年 - ）